# Józef Puchniewski
Józef Puchniewski (ur. 1848, zm. 1 listopada 1926 w Sosnowcu) – aktor, reżyser, dyrektor teatrów prowincjonalnych oraz warszawskich teatrów ogródkowych, organizator ruchu teatralnego.

## Kariera aktorska
Prawdopodobnie debiutował w zespole Fryderyka Sellina w Łodzi (1866). W kolejnych latach występował w teatrach objazdowych, m.in. w zespołach Dionizego Feliksiewicza (1870), Marcelego Czesława Knapczyńskiego (1870), Pawła Ratajewicza (1871-1872), Juliana Grabińskiego (1873-1875), Anastazego Trapszy (1878), Jana Szymborskiego i Stanisława Trapszy (1884), Łucjana Kościeleckiego (1890-1891) i Kazimierza Kamińskiego (1892-1893). Występował także warszawskich teatrach ogródkowych: "Eldorado" (1872/1873), "Allhambra" (1873, 1876), "Tivoli" (1875), "Alkazar" (1875, 1877), "Wodewil" (1899), "Fantazja" (1900). W 1875 wystąpił Warszawskich Teatrach Rządowych, jednak nie nawiązał stałej współpracy. Okresowo współpracował z Teatrem we Lwowie (1876, 1886), Teatrem Ludowym w Warszawie (1900), Teatrem Ludowym w Krakowie (1902) i Teatrem Polskim w Kijowie (1914). Występował chętnie w sztukach Aleksandra Fredry m.in. w rolach: Dolskiego (Wielki człowiek do małych interesów), Janusza (Pan Jowialski), a także w innych rolach komediowych m.in. Fikalskiego (Dom otwarty) i Zdzisława (Radcy pana radcy).

## Zarządzanie zespołami teatralnymi
W 1878 r. zorganizował własny zespół teatralny, wraz z którym dawał przedstawienia na prowincji (m.in. w Siedlcach, Piotrkowie Trybunalskim, Kaliszu, Płocku, Kielcach, Częstochowie i Łodzi) oraz w warszawskich teatrach ogródkowych. Zespół działał do ok. 1890 r. Po kilkuletniej przerwie (podczas której występował m.in. w Petersburgu, Moskwie i Rydze) Józef Puchniewski znów wystawiał przedstawienia z własnym zespołem. W 1895 r. zorganizował zespół we współpracy ze Stanisławem Staszewskim. W kolejnych latach prowadził zespoły teatralne samodzielnie, m.in. w Kijowie (1906) i Włocławku (1908). W 1886 r. przebywając przez dłuższy czas w Lublinie objął dyrekcję tamtejszego teatru. W 1905 r. objął dyrekcję teatru w Sosnowcu. W okresie I wojny światowej mieszkał w Zawierciu, gdzie reżyserował w amatorskim zespole teatralnym. Zespoły prowadzone przez Józefa Puchniewskiego miały formę teatrów wędrownych, jedynie przez krótkie okresy miały stałe siedziby w Łodzi (1886-1887) oraz Częstochowie (1898). Prezentowały głównie repertuar operowy i operetkowy. Józef Puchniewski zasłużył się jako propagator twórczości Stanisława Moniuszki. Jego zespół był pierwszym, który wystawił adaptację teatralną Chaty za wsią (1884).